# Beringius
Genre
Beringius est un genre de mollusques gastéropodes de la famille des Buccinidae.

## Liste d'espèces
Selon ITIS (28 avr. 2010) :
- Beringius aleuticus  Dall, 1895
- Beringius behringi  (Middendorff, 1848)
- Beringius brychius  (Verrill & Smith, 1885)
- Beringius crebricostatus  (Dall, 1877)
- Beringius eyerdami  A. G. Smith, 1959
- Beringius indentatus  Dall, 1919
- Beringius kennicottii  (Dall, 1871)
- Beringius stimpsoni  (Gould, 1860)
- Beringius turtoni  (Bean, 1834)
- Beringius undatus  Dall, 1919

Selon World Register of Marine Species (20 août 2010) :
- Beringius behringi (Middendorff, 1848)
- Beringius bogasoni Waren & Smith, 2006
- Beringius crebricostatus
- Beringius eyerdami A.G. Smith, 1959
- Beringius frielei Dall, 1895
- Beringius kennicottii (Dall, 1907)
- Beringius polynematicus Pilsbry, 1907
- Beringius stimpsoni (Gould, 1860)
- Beringius turtoni (Bean, 1834)
- Beringius undatus Dall, 1919